# Synagogue Tiferet Israel
La synagogue Tiferet Israel (en hébreu : בית הכנסת תפארת ישראל), ainsi nommée en hommage au rabbin Israel Friedman de Ruzhyn, était l'une des synagogues les plus remarquables de la Vieille ville de Jérusalem. Elle a été détruite avec d'autres lieux de culte juifs par les Jordaniens lors de la guerre israélo-arabe de 1948-1949.
La synagogue est aussi connue sous le nom de Shoul Nissan Bek, (en yiddish et en hébreu : שול ניסן בק) d'après le nom de son fondateur Rabbi Nissan Beck (en).

## Origines

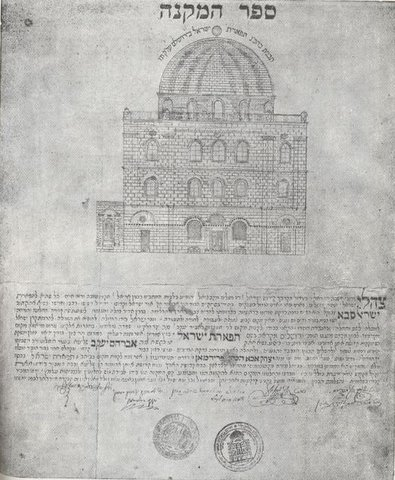
Contrat d'acquisition, 1872

Bien que les premiers hassidim soient arrivés à Jérusalem vers 1747, ce n'est qu'en 1839 que le rabbin Nissan Beck décide de construire une synagogue de rite hassidique. Jusqu'alors, ils se réunissaient et priaient dans des habitations personnelles, telle que la maison du rabbin Israel Beck.
Dans les années 1830, le rabbin Israel Friedman de Ruzhyn apprend que le tsar Nicolas Ier a l'intention de faire construire une église dans le quartier juif de la vieille ville de Jérusalem. Friedman, qui est très impliqué dans le développement du Yishouv (implantation des Juifs en terre d'Israël), demande alors au rabbin Nissan Beck d'essayer de contrecarrer ce projet. Beck s'efforce alors par tous les moyens, y compris financiers, de bloquer l'achat par les Russes du terrain où ceux-ci ont l'intention de faire bâtir leur église. En 1843, les Russes renoncent et sont forcés d'acheter un terrain dans une autre partie de Jérusalem, actuellement connu sous le nom de Complexe Russe. Par dépit, le Tsar expulse Friedman de Russie. 
Quand celui-ci meurt en 1851, son fils, le rabbin Abraham Jacob Friedman de Sadigura (en) continue le projet de son père et lève des fonds pour l'édification de la synagogue.

## Construction

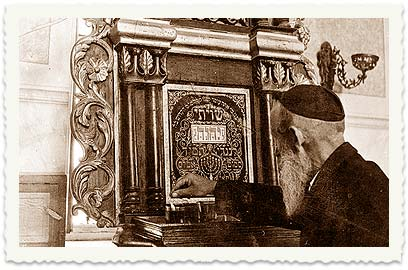
Préparation à la prière, vers 1940

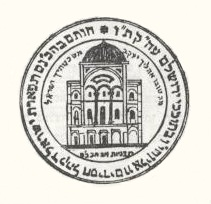
Tampon officiel, 1872

La construction débute en 1857. Après s'être heurtée à un premier refus des autorités ottomanes, elle est encore retardée par la découverte d'une tombe musulmane puis, après le creusement des fondations, à un second refus des autorités officielles en Turquie. Le rabbin Beck, de nationalité autrichienne, obtient l'intercession de l'empereur François-Joseph Ier d'Autriche. Soucieux des intérêts de ses sujets en Terre sainte, celui-ci intervient auprès des autorités turques, et en 1858 un firman (décret) est obtenu. Pendant dix années, des fonds sont collectés, tandis que le bâtiment prend progressivement forme.
En novembre 1869, l'empereur François-Joseph Ier d'Autriche, en route pour l'inauguration du canal de Suez, se rend à Jérusalem où malgré un emploi du temps chargé, il rend visite aux institutions juives de la ville. La synagogue, alors en cours de construction, lui est présentée sans son dôme. Le rabbin Beck lui explique qu'en raison des épreuves récentes des Juifs d'Autriche et de Hongrie, il n'a pas pu leur demander de fonds pour terminer le bâtiment. Il ajoute alors « mais maintenant, grâce à l'honneur fait par la visite de ce saint lieu par votre majesté, nous espérons pouvoir terminer le toit rapidement. » Certains témoins ont rapporté que le rabbin Beck aurait accueilli l'empereur en faisant remarquer que « même la synagogue a retiré son chapeau en votre honneur! ». À la suite de sa visite, François-Joseph, considéré pour sa politique bienveillante à l'égard de ses sujets juifs vivant à Jérusalem, fait un don de 1 000 francs pour la construction du dôme.
Les trois niveaux de la synagogue sont terminés en 1871 et celle-ci est inaugurée le 19 août 1872, 29 ans après l'achat du terrain. Pendant les 75 années suivantes, la synagogue Tiferes Israel sert de centre à la communauté hassidique de Jérusalem.
|  |  |  |

## Destruction
Lors de la guerre israélo-arabe de 1948-1949, Moshe Rusnak, commandant des forces de la Haganah dans la Vieille ville, fait de la synagogue Tiferet Israel l'un des bastions de la défense de la Vieille ville contre les troupes de la Légion arabe jordanienne, commandée dans ce secteur par Fawzi el Kutub. 
Excédé par la résistance juive, celui-ci ordonne finalement à huit de ses hommes, de se ruer à terrain découvert et de placer une charge explosive à la base de la synagogue. Tous sont blessés ou tués. Personne ne se porte alors volontaire, et Kutub lui-même se précipite vers la synagogue afin d'entraîner ses hommes, mais seul un Tunisien le suivra, avec une charge explosive d'environ vingt-cinq kilos, qui ne causera qu'une brèche. Trois autres tentatives sont nécessaires pour réaliser un trou dans le mur par lequel une partie des légionnaires s'engouffrent à l'intérieur de la synagogue. Sûr que la Haganah va contre-attaquer et que ses propres francs-tireurs, qui pénètrent dans la synagogue, se livreront rapidement au pillage, Kutub décide de la détruire avec une charge de plus de cent kilos. Une explosion terrible ébranle tout le quartier et fait sauter le cœur du bâtiment. 
Quand les fumées se dispersent et que l'on peut alors constater l'ampleur de la dévastation causée par la bombe, on entend un cri de consternation en provenance des autres positions juives, rapidement remplacé par un hurlement de joie. Un petit groupe de la Haganah, conduit par Judith Jaharan est en train de contre-attaquer et de reprendre aux Arabes les ruines fumantes de la synagogue. Comme Kutub l'avait supposé, les francs-tireurs ont passé leur temps à piller la synagogue. La Haganah découvrent alors les corps de ces soldats arabes, tués lors de leur contre-attaque, avec des étoffes de l'autel enroulées autour de leur taille, des chandeliers et autres pièces en argent plein leurs poches.
Dans la nuit du 20 au 21 mai 1948, à une heure après minuit, la synagogue Tiferet Israel n'est plus qu'un tas de ruines. Quelques heures plus tard, les derniers combattants juifs doivent abandonner les ruines. La synagogue est la première place fortifiée de la Vieille ville à tomber aux mains de la Légion arabe.
|  |  |  |

## Reconstruction

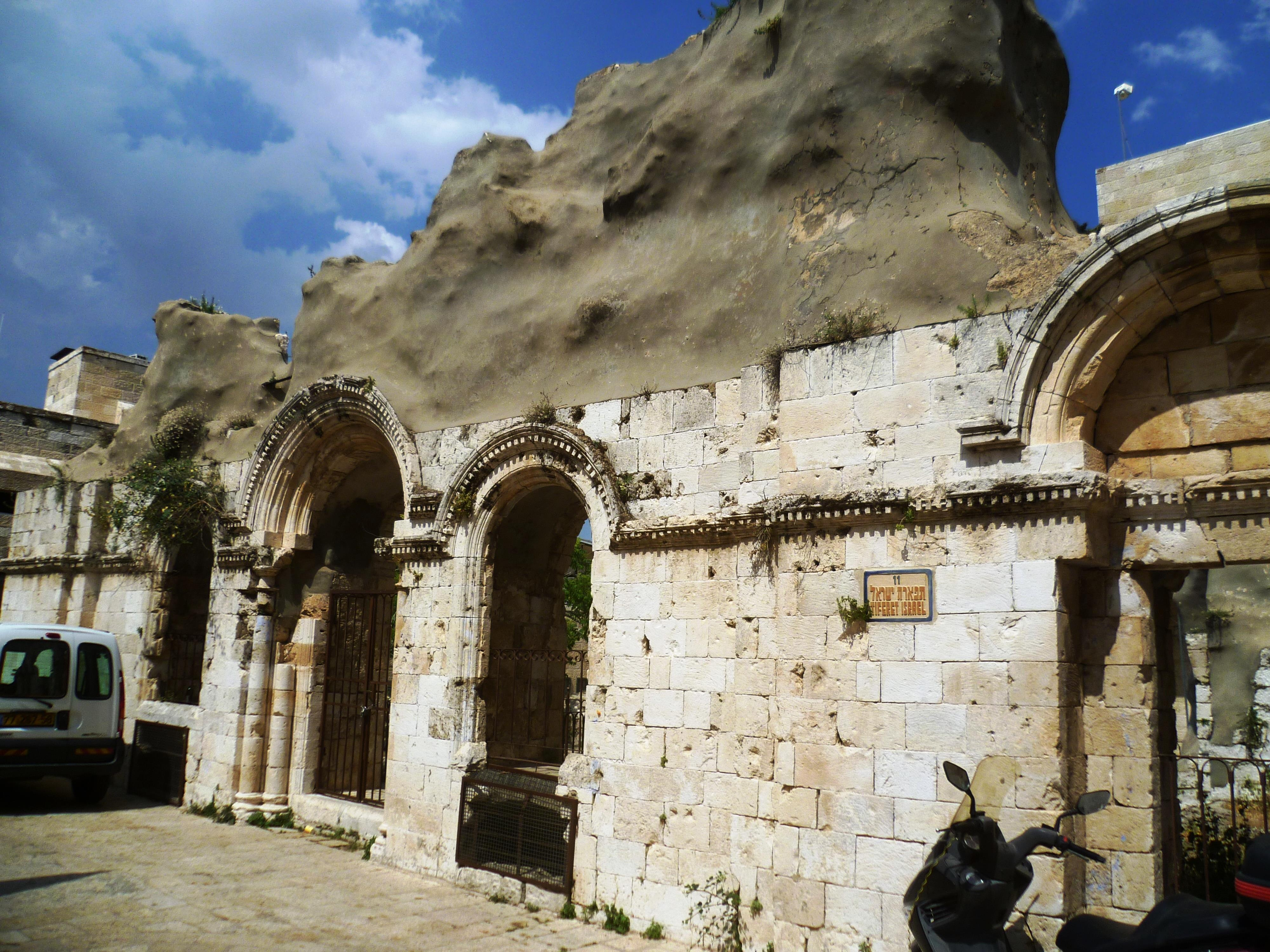
Ruines sécurisées de la Synagogue Tiferet Israel.

Après la guerre des Six Jours et la reconquête par les Israéliens de la Vieille ville, les ruines sont laissées en l'état, avec du ciment sur le sommet des murs pour les sécuriser. Seul le mur ouest est encore debout. Des projets de reconstruction sont régulièrement proposés mais n'aboutissent pas. Toutefois en novembre 2012, la municipalité a approuvé un projet de reconstruction à l'identique, comme cela a été fait les années précédentes pour la Synagogue Hourva. La synagogue est en cours de reconstruction depuis 2014, le dôme étant reconstruit fin 2022,.

## Mesivta Tiferet Israel de Ruzhin

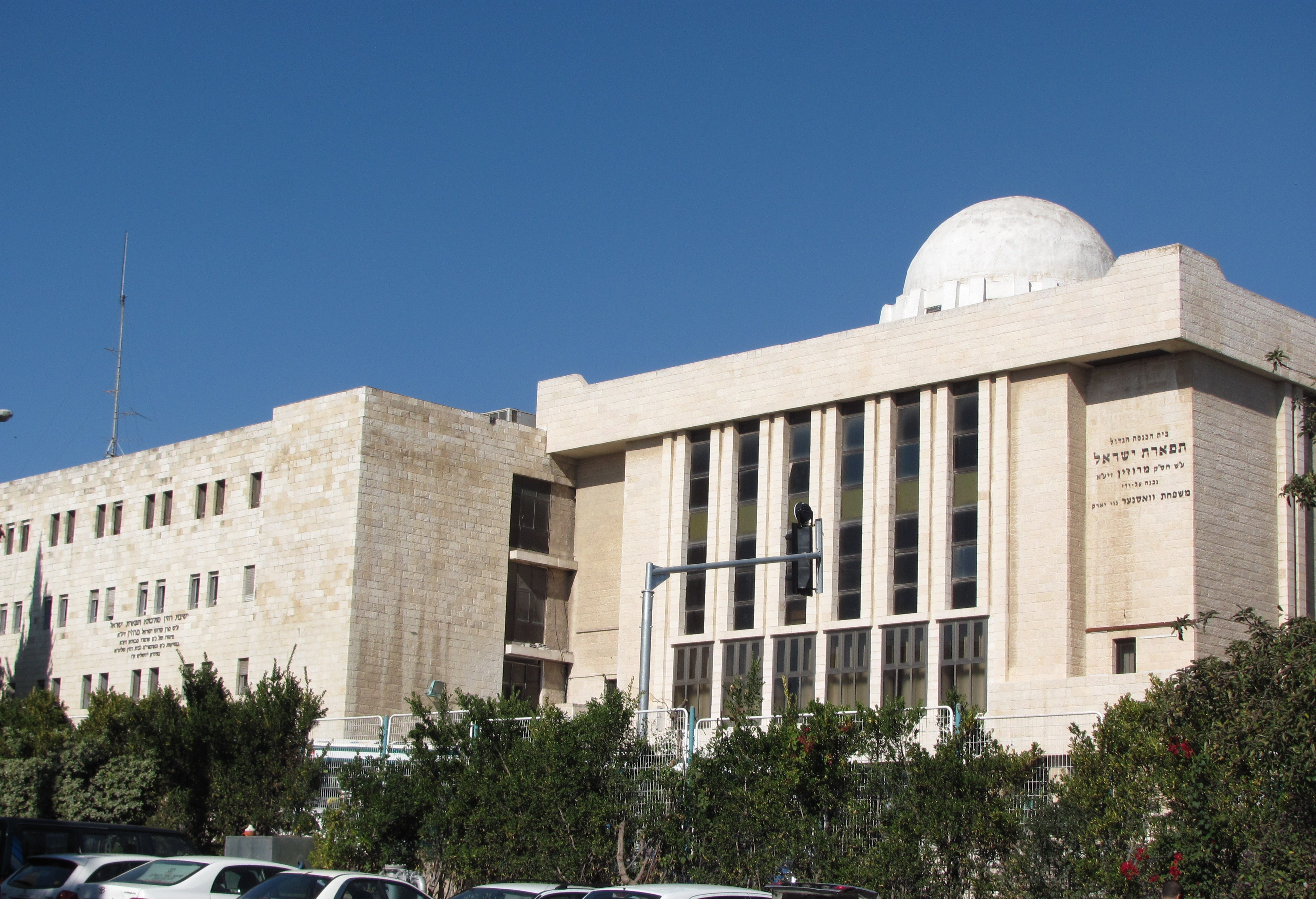
Yeshiva Tiferes Yisroel (à gauche) et synagogue (à droite).

En 1953, le rabbin Mordecai Solomon Friedman, chef des hassidim de Boyan à New York, issu de la branche des Hassidim de Ruzhin, pose les fondations d'un nouveau centre hassidique dans la nouvelle ville de Jérusalem. Dans les années 1960, une nouvelle synagogue est construite, ressemblant à l'ancienne synagogue Tiferet Israel de la Vieille ville. Ce bâtiment situé à l'extrémité ouest de la rue Malchei Yisrael, près de la Gare routière centrale de Jérusalem, a depuis été rénové.